# Muvuca
Le muvuca, ou muvuca de sementes, est un mélange de graines préparé par les communautés indigènes locales de l'aire des Xingu, dans l'état fédéral de Mato Grosso, au Brésil, pour favoriser un reboisement rapide. Il est composé d'essences d'arbres locales, de légumes à croissance rapide et de sable, et s'utilise en un semis direct très dense. Les quilombos de la région de Vale do Ribeira, dans l'État de São Paulo, inspirés par la démarche des Xingu, collectent et vendent les graines dans leur aire, ce qui leur fournit une source de revenus,.
Le terme muvuca, signifie à l'origine, en portugais, un groupe de personnes bruyant.
Le mélange comprend des plantes pionnières qui vont préparer le terrain pour les générations suivantes, suivant ainsi les règles d'agroforesterie, et s'est inspiré pour cela de l'aire de Xingu, une zone de transition entre le Cerrado (savane tropicale) et la forêt amazonienne.
Le semis direct apporte ici les avantages de racines plus développées et résistant mieux à la sécheresse. Le fait d'utiliser un semis très dense, favorise la compétition entre les individus, et produit des troncs plus hauts et une sélection des espèces les mieux adaptées à chaque biome local. Le mélange complexe de nombreuses graines utilisé, pourrait paraître fait au hasard, mais est le fruit d'une sélection produite par des recherches universitaires.